# Ceromacra erebusalis
Ceromacra erebusalis är en fjärilsart som beskrevs av Walker 1858. Ceromacra erebusalis ingår i släktet Ceromacra och familjen nattflyn. Inga underarter finns listade i Catalogue of Life.